# Sigmoopsis
Sigmoopsis is een geslacht van uitgestorven kreeftachtigen uit de klasse van de Ostracoda (mosselkreeftjes).

## Soorten
- Sigmoopsis (Sigmoopsis) cornuta (Krause, 1896) Sarv, 1959 †
- Sigmoopsis bergsbrunnae Jaanusson, 1957 †
- Sigmoopsis cornuta (Krause, 1896) Sarv, 1959 †
- Sigmoopsis duftonensis (Reed, 1910) Jones (C. R.), 1986 †
- Sigmoopsis granulata (Sarv, 1956) Jaanusson, 1957 †
- Sigmoopsis kernavensis Sidaravichiene, 1992 †
- Sigmoopsis lamina Sarv, 1959 †
- Sigmoopsis obliquejugata (Schmidt, 1858) Henningsmoen, 1953 †
- Sigmoopsis platyceras (Oepik, 1937) Henningsmoen, 1953 †
- Sigmoopsis rostrata (Krause, 1892) Henningsmoen, 1953 †
- Sigmoopsis schmidti (Bonnema, 1909) Henningsmoen, 1953 †